# Hamida Djandoubi
Hamida Djandoubi (Tunisi, 22 settembre 1949 – Marsiglia, 10 settembre 1977) è stato un criminale tunisino.
È stato l'ultimo condannato a morte in Francia a essere giustiziato mediante ghigliottina per l'accusa di omicidio e tortura dell'ex fidanzata Élisabeth Bousquet.

## Biografia
Nel 1971, impiegato come manovale, subì un grave incidente sul lavoro che gli causò l'amputazione di una gamba, avvenimento che influì psicologicamente su di lui. Nel 1973 tentò di costringere la sua amante, Élisabeth Bousquet, una ragazza di ventuno anni che aveva conosciuto durante il ricovero in ospedale, a prostituirsi, ma questa lo denunciò. Djandoubi venne arrestato e trascorse alcuni mesi in prigione. Nel luglio del 1974 Djandoubi rapì la Bousquet e la torturò, spegnendo numerose sigarette sul suo seno e sui suoi genitali davanti agli occhi di due ragazze che si prostituivano per lui. Élisabeth riuscì a fuggire a piedi, ma Djandoubi la raggiunse e la strangolò. Quella stessa estate rapì un'altra ragazza, che riuscì a scappare e a raccontare tutto alla polizia.
Arrestato dopo pochi mesi, Djandoubi venne accusato di sevizie e omicidio. La condanna a morte fu inflitta dalla corte d'assise di Aix-en-Provence il 25 febbraio 1977. Un appello contro la sentenza fu rifiutato il 9 giugno, mentre il 9 settembre fu informato che non avrebbe ricevuto la grazia presidenziale. La condanna fu eseguita il 10 settembre 1977, alle ore 4:40 del mattino, nel cortile della prigione di Marsiglia. In seguito i tribunali francesi emisero ancora una decina di condanne a morte, ma queste non vennero mai eseguite: Djandoubi fu perciò l'ultima persona giustiziata in Francia e nell'intera Europa occidentale. Dopo l'esecuzione, venne sepolto nel cimitero San Pietro a Marsiglia.